# Dani (film, 1963)
Pour les articles homonymes, voir Dani.
Pour plus de détails, voir Fiche technique et Distribution.
Dani est un film yougoslave réalisé par Aleksandar Petrović, sorti en 1963.

## Synopsis
Une femme mariée mène une vie sans entrain ni passion, jusqu'à ce qu'elle rencontre un homme capable de lui redonner le sourire, au moins pendant un jour.

## Fiche technique
- Titre français : Dani
- Réalisation : Aleksandar Petrović
- Scénario : Aleksandar Petrović et Dusan Stojanovic
- Pays d'origine : Yougoslavie
- Format : Noir et blanc - 35 mm - Mono
- Genre : action
- Durée : 79 minutes
- Date de sortie : 1963

## Distribution
- Olga Vujadinovic :
- Ljubiša Samardžić : Dragan
- Mila Dimitrijevic : Teta
- Vjekoslav Afric :
- Miroslav Andjelkovic :
- Nikola Bjelobrk :
- Nikola Cobanovic :
- Dusan Cvetkovic :
- Dusan Djuric :
- Mihajlo Jordacevic :
- Milan Katanic :
- Milka Lukic :
- Tatjana Lukjanova :
- Erika Sinko :
- Petar Vujic :
- Dragoljub Zivanovic :